# چرخه‌عمر محصول

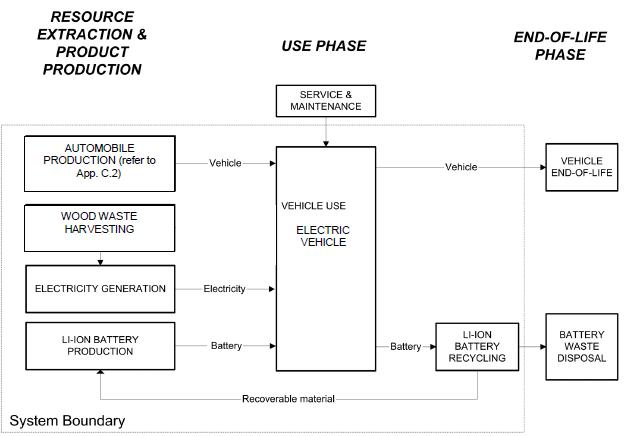
چرخه‌عمر محصول الکتریکی

چرخه‌عمر محصول (انگلیسی: Product lifecycle) در بازاریابی هر محصول طراحی‌شدهٔ جدید که به بازار وارد می‌شود، چرخه‌ای شامل چهار دورهٔ زمانی را طی می‌نماید. این مراحل عبارتند از دورهٔ معرفی، دورهٔ رشد، دورهٔ بلوغ و دورهٔ افول. هر یک از این ۴ دوره، نیازمند استراتژی بازاریابی و مدیریتی ویژهٔ همان دوره است. هر چند بسیاری از محصولات در دورهٔ معرفی به بازار، شکست می‌خورند و وارد دوره‌های بعدی نمی‌شوند، اما در صورت گذر از مرحلهٔ معرفی، مراحل رشد، سپس بلوغ و در نهایت افول نیز در ادامه خواهد آمد.

## تاریخچه
اولین بار چنین تعریفی توسط شرکت AMC (به انگلیسی: American Motors Corporation) ارائه شد. طبق گفته فرانسوا کاستینگ (François Castaing)، معاون مهندسی و توسعه محصول رئیس‌جمهور، این شرکت خودروسازی در سال ۱۹۸۵ به دنبال راهی برای تسریع روند توسعه محصولات خود بود تا بتواند با رقبای بزرگتری رقابت کند. این شرکت با توجه به نداشتن بودجه عظیم رقبای داخلی و خارجی خود مانند جنرال موتورز، فورد و… توجه خود را روی تقویت کردن چرخه‌عمر محصولات برای محصولات اصلی خود (مانند جیپ‌ها) گذاشت. اولین قسمت برای توسعه سریع تر محصولات، طراحی به کمک کامپیوتر(CAD) بود. این به مهندسان این امکان را می‌داد تا با سرعت بیشتری به طراحی و توسعه محصول بپردازند. قسمت دوم در این تلاش سیستم ارتباطی جدید بود که اجازه می‌داد درگیری‌ها سریعتر حل شوند و همچنین تغییرات مهندسی پرهزینه را کاهش می‌داد زیرا تمام نقشه‌ها و اسناد در یک پایگاه داده مرکزی قرار داشتند. مدیریت داده‌های محصول به حدی مؤثر بود که پس از خرید AMC توسط کمپانی کرایسلر، این سیستم در سراسر بنگاه اقتصادی متصل شد و همه افراد درگیر در طراحی و ساخت محصولات را متصل کرد.

## مزایا
مزایای مدیریت چرخه عمر محصول عبارتند از:56
- کاهش زمان ورود به بازار
- افزایش قیمت تمام شده فروش
- بهبود کیفیت و قابلیت اطمینان محصول
- کاهش هزینه‌های نمونه سازی
- توانایی شناسایی سریع فرصت‌های فروش بالقوه و سهم درآمد
- صرفه جویی از طریق استفاده مجدد از داده‌های اصلی
- چارچوبی برای بهینه‌سازی محصول
- کاهش ضایعات
- صرفه جویی از طریق ادغام کامل گردش کار مهندسی
- امکان دسترسی تولیدکنندگان قرارداد به سوابق متمرکز محصول
- مدیریت نوسانات فصلی
- پیش‌بینی دقیق تر برای کاهش هزینه‌های مواد
- افزایش همکاری با زنجیره تأمین

## مقدمه ای بر فرایند توسعه
هسته اصلی مدیریت چرخه عمر محصول(PLM)، ایجاد و مدیریت مرکزی تمام داده‌های محصول و فناوری مورد استفاده برای دسترسی به این اطلاعات و دانش است. PLM به عنوان یک رشته از ابزارهایی مانند CAD, CAM و PDM پدید آمده‌است، اما می‌توان آن را به عنوان ادغام این ابزارها با روش‌ها، افراد و فرایندها در تمام مراحل زندگی یک محصول مشاهده کرد. 7 این فقط در مورد فن آوری نرم‌افزار نیست، بلکه یک استراتژی تجاری نیز می‌باشد. 8
برای سادگی، مراحل توصیف شده در یک گردش کار مهندسی متوالی سنتی نشان داده شده‌است. ترتیب دقیق رویدادها و وظایف با توجه به محصول و صنعت مورد نظر متفاوت خواهد بود، اما فرآیندهای اصلی عبارتند از:9
- تصور کردن
  - مشخصات
  - طراحی مفهومی
- طرح
  - طراحی دقیق و با جزییات
  - اعتبار سنجی و تحلیل (شبیه‌سازی)
  - طراحی ابزار
- پی بردن
  - برنامه‌ریزی برای ساخت
  - ساخت
  - ساخت / مونتاژ
  - تست (کنترل کیفیت)
- سرویس
  - فروش و تحویل
  - استفاده
  - حفظ و پشتیبانی

مهم‌ترین رویدادهای مهم عبارتند از:
- سفارش
- اندیشه
- شروع
- ثابت نگه داشتن طراحی
- راه اندازی

اما واقعیت پیچیده‌تر است، افراد و بخش‌ها نمی‌توانند وظایف خود را به تنهایی انجام دهند و یک فعالیت نمی‌تواند به سادگی تمام شود و فعالیت بعدی شروع می‌شود. طراحی یک فرایند تکراری است، اغلب طرح‌ها به دلیل محدودیت‌های تولید یا الزامات متضاد نیاز به اصلاح دارند. اینکه آیا سفارش مشتری با جدول زمانی مطابقت دارد یا خیر، بستگی به نوع صنعت دارد و اینکه آیا محصولات، به عنوان مثال، طبق سفارش ساخته شده‌اند، به سفارش مهندسی شده‌اند، یا به سفارش مونتاژ می‌شوند.

## بررسی اجمالی مدیریت چرخه عمر محصول
مدیریت چرخه‌عمر محصول پنج محدوده اصلی دارد.
1. مهندسی سامانه‌ها (Systems engineering) که تمرکز در برآورده کردن کلیه الزامات تولید، به ویژه تأمین نیازهای مشتری‌ها و همچنین هماهنگ‌کردن سیستم‌های طراحی و تولیدی با درگیر کردن همه رشته‌های مربوط دارد. یکی از مهم‌ترین زیرمجموعه‌های مهندسی سیستم، مهندسی اطمینان (Reliability engineering) است.
2. مدیریت محصول (Product management) و مدیریت پورتفولیو (Project portfolio management) بر مدیریت تخصیص منابع، ردیابی پیشرفت، برنامه‌ریزی برای پروژه‌های توسعه محصول جدید که در حال انجام هستند (یا در وضعیت نگهداری قرار دارند) متمرکز شده‌است. مدیریت پورتفولیو ابزاری است که به مدیریت در ردیابی پیشرفت محصولات جدید و تصمیم‌گیری‌های تجاری هنگام تخصیص منابع کم کمک می‌کند.
3. طراحی محصول (CAx) فرایند تولید یک محصول جدید است که توسط واحد فروش و نجارت به مشتریان خود فروخته می‌شود.
4. مدیریت فرایند تولید (Manufacturing process management) مجموعه فناوری‌ها و روش‌هایی است که برای تعریف نحوه تولید محصولات استفاده می‌شود.
5. مدیریت داده‌های محصول (Product data management) بر گرفتن و نگهداری اطلاعات محصولات یا خدمات از طریق توسعه و عمر مفید آنها متمرکز است. مدیریت تغییرات بخش مهمی از این مورد است است.

توجه: در حالی که نرم‌افزار کاربردی برای فرآیندهای PLM مورد نیاز نیست، با این حال پیچیدگی تحلیل کسب و کارها ایجاب می‌کند داده‌ها به سرعت به بخش تحلیل داده شوند.

## مدیریت چرخه عمر محصول و فرایند (PPLM)
مدیریت چرخه عمر محصول و فرایند (PPLM) یک فرایند جایگزین از PLM است که در آن فرایند تولید محصول به اندازه خود محصول مهم است. به‌طور معمول، این فرایند در علوم زیستی و مواد شیمیایی تخصصی پیشرفته تر است. فرایند تولید یک ترکیب معین یک عنصر کلیدی در تشکیل پرونده نظارتی برای یک برنامه دارویی جدید است. به این ترتیب، PPLM به دنبال مدیریت اطلاعات پیرامون توسعه فرایند به شیوه ای مشابه است که PLM پایه در مورد مدیریت اطلاعات پیرامون توسعه محصول صحبت می‌کند.
یکی از انواع پیاده‌سازی‌های PPLM، سیستم‌های اجرای توسعه فرایند (PDES) است. آن‌ها معمولاً کل چرخه توسعه پیشرفت‌های فن‌آوری تولید با فناوری پیشرفته را از زمان برنامه‌ریزی اولیه، تا توسعه و تا تولید اجرا می‌کند. PDES افراد با پیشینه‌های مختلف از اشخاص حقوقی، داده‌ها، اطلاعات و دانش و فرآیندهای تجاری بالقوه متفاوت را ادغام می‌کند.

## هرم سیستم‌های تولید
طبق نظر ملکوتی (در سال ۲۰۱۳)، پنج هدف بلندمدت وجود دارد که باید در سیستم‌های تولید در نظر گرفته شود:
- هزینه: که بر حسب واحد پولی قابل اندازه‌گیری است و معمولاً از هزینه ثابت و متغیر تشکیل شده‌است.
- بهره‌وری: که بر حسب تعداد محصولات تولید شده در یک دوره زمانی قابل اندازه‌گیری است.
- کیفیت: به عنوان مثال می‌توان آن را بر حسب سطح رضایت مشتری سنجید.
- انعطاف‌پذیری: که می‌توان آن را توانایی سیستم در تولید انواع محصولات به عنوان مثال در نظر گرفت.
- پایداری: که می‌تواند بر حسب سلامت اکولوژیکی یعنی اثرات بیولوژیکی و زیست‌محیطی یک سیستم تولید اندازه‌گیری شود.

رابطه بین این پنج شی را می‌توان به صورت یک هرم ارائه کرد که نوک آن با کمترین هزینه، بالاترین بهره‌وری، بالاترین کیفیت، بیشترین انعطاف‌پذیری و بیشترین پایداری مرتبط است. نقاط داخل این هرم با ترکیب‌های مختلفی از پنج معیار همراه است. نوک هرم نشان دهنده یک سیستم ایده‌آل (اما به احتمال زیاد بسیار غیرقابل اجرا) است در حالی که پایه هرم نشان دهنده بدترین سیستم ممکن است.

## اندازه بازار
پس از رکود بزرگ، سرمایه‌گذاری‌های PLM از سال ۲۰۱۰ به بعد نرخ رشد بالاتری نسبت به بیشتر هزینه‌های عمومی فناوری اطلاعات نشان دادند.
مجموع هزینه‌های مربوط به نرم‌افزار و خدمات PLM در سال ۲۰۲۰ به ۲۶ میلیارد دلار در سال با نرخ رشد مرکب سالانه ۷٫۲ درصد از ۲۰۲۱–۲۰۲۸ تخمین زده شد.
انتظار می‌رود که این امر ناشی از تقاضا برای راه حل‌های نرم‌افزاری برای عملکردهای مدیریتی مانند تغییر، هزینه، انطباق، داده‌ها و مدیریت حاکمیت باشد.